# روح الإنسان
روح الإنسان هي أحد مكونات الفلسفة الإنسانية وعلم النفس والدين - أي أنها الجزء الروحي أو العقلي من الإنسانية. وبينما يمكن استخدام هذا المصطلح بنفس معنى «النفس البشرية»، فإن روح الإنسان تستخدم في بعض الأحيان للإشارة إلى العنصر المجرد أو الكلي أو الأسمى من الطبيعة البشرية في مقابل النفس أو الذات والتي يمكن أن تشير إلى الأنا أو إلى عنصر أدنى.
```
تعتبر هي الوظائف العقلية الخاصة بالوعي 
والبصيرة
 والفهم 
والتمييز
 وغيرها من القوى العقلية. ويتم تمييزها عن المكون المنفصل الخاص بالنفس التي تتألف من الكيانات الخاصة بالمشاعر 
والصور
 
والذاكرة
 
والشخصية
.
[
1
]
```

ينظر جون تيسك إلى روح الإنسان بوصفها مفهومًا اجتماعيًا يمثل الصفات الخاصة بالأهداف والمعاني التي تتجاوز الإنسان الفرد.

## التمييز بين روح الإنسان ونفسه
وفقًا للمؤرخ أوسفالد شبينغلر فقد تم التمييز بين الروح والنفس من قبل الغرب والحضارات السابقة التي أثرت في تطوره.
ويمكن النظر إلى روح الإنسان بوصفها مكونًا سماويًا للتكوين الإنساني غير المادي - أي الجزء غير الشخصي أو العالمي. في حين أن النفس هي المكون الشخصي الفريد لكل فرد.
في المسيحية يحدد الكتاب المقدس الثلاثة عناصر الرئيسية للإنسان وهي: الروح والنفس والجسد. ويؤكد المسيحيون على أن روح الإنسان هي «الشخص الحقيقي» وهي جوهر كينونة الفرد والمنبع الحقيقي لوجوده. وعندما يقبل الشخص يسوع المسيح كمخلص له، فإن روحه الإنسانية هي التي تتحول حيث تصبح «كيانًا جديدًا» في يسوع المسيح. ولا تتحول النفس والتي هي منبع الإرادة والعقل والمشاعر بل تحتاج إلى التجديد بصورة يومية عن طريق السلوكيات المسيحية المحببة مثل الصلاة وقراءة الكتاب المقدس. في الإسلام يعتقد أن المسلمين يمتلكون أرواحهم ولكنها تعتبر بشكل من الأشكال متصلة بروح الله أيضًا. وبالنسبة لشبينغلر كان منظور الوحدة الذي قادت إليه هذه الفكرة هامًا لظهور «إجماع الآراء» الذي حافظ على التوافق في الثقافة الإسلامية وخاصة أثناء العصر الذهبي للإسلام.

## قائمة المصادر
- Perry McAdow Rogers (2004)، The human spirit: sources in the Western humanities، Prentice Hall، ISBN:978-0-13-048053-8، مؤرشف من الأصل في 2019-11-10